# 15 Cree
15 Cree – piąty album zespołu Cree, pierwszy koncertowy. Został wydany na 15-lecie zespołu. Koncert zarejestrowany na albumie odbył się 6 czerwca 2009 roku w Teatrze Śląskim im. Stanisława Wyspiańskiego w Katowicach z Orkiestrą Kameralną Miasta Tychy AUKSO pod dyrekcją Marka Mosia. Pierwsze wydanie jest wydaniem limitowanym tylko dla uczestników IX Festiwalu Muzycznego im. Ryszarda Riedla. Na DVD dodane są bonusy w postaci pierwszej części tego koncertu bez orkiestry. Gościnnie na płycie można usłyszeć Józefa Skrzeka oraz Krzysztofa Głucha.

## Lista utworów
| 1.  | "Kiedy znowu"         |  |
|     |                       |  |
| 2.  | "To co chciałeś"      |  |
|     |                       |  |
| 3.  | "Czyja to wina"       |  |
|     |                       |  |
| 4.  | "Nagle ktoś"          |  |
|     |                       |  |
| 5.  | "Ballada dla miłości" |  |
|     |                       |  |
| 6.  | "Tacy sami"           |  |
|     |                       |  |
| 7.  | "Rockowiec"           |  |
|     |                       |  |
| 8.  | "Po co więcej mi"     |  |
|     |                       |  |
| 9.  | "Dzięki składam Wam"  |  |
|     |                       |  |
| 10. | "Za Tych"             |  |
|     |                       |  |
Gościnnie:
Józef Skrzek – organ moog (1)

Krzysztof Głuch – rhodez piano (8, 9, 10)